# Yahi Saïd
Yahi Saïd (en arabe : ياحي سعيد) (1902-19 août 1944), né vers 1902 à Dar El Mizan, en Algérie française et mort exécuté le 19 août 1944 à Rioupéroux, est un résistant algérien du maquis de l’Oisans exécuté par la Gestapo. Son corps est retrouvé dans un charnier à Livet-et-Gavet.

## Jeunesse
Yahi Saïd naît à Dar El Mizan en 1902 ; ses parents se nomment Seliman et Amziaï Sadior. Il s'installe à Livet-et-Gavet, en Isère, où il travaille en tant qu'ouvrier (manœuvre). 

## Résistance
Lors de la Seconde Guerre mondiale, Saïd s'engage dans l'Armée secrète ; il rejoint le maquis de l'Oisans et la compagnie Lamy en compagnie d'un de ses camarades algériens, Mehedine Ben Mohamed Azouz. En 1944, les deux résistants sont arrêtés par la Gestapo ; ils sont ensuite torturés. Enfin, en août 1944, alors que l'Opération Dragoon permet aux forces Alliées de s'emparer du Sud de la France, et de remonter rapidement vers l'Isère, ils sont tous deux exécutés sommairement d'une balle dans la nuque,,. On retrouve leurs corps dans des charniers dans les environs de Livet-et-Gavet,,.

## Postérité
Yahi Saïd étant célibataire, sans enfants et ses parents étant morts, il n'est pas homologué auprès du Ministère de la Défense. Cependant, son nom figure sur les plaques commémoratives de l'Isère,,, bien qu'il soit parfois mal orthographié,.